# Tour de France 2004
Il Tour de France 2004, novantunesima edizione della corsa, prese il via il 3 luglio da Liegi, in Belgio, e si concluse il 25 luglio con la classica passerella sugli Champs-Élysées a Parigi. Vennero percorse 20 tappe più un prologo iniziale, intervallate da due giornate di riposo, il 12 luglio e il 19 luglio, per un totale di 3429 km.
Si tratta della sesta di sette edizioni consecutive del Tour senza vincitore, a causa della squalifica, sancita successivamente nel tempo una volta emerso lo scandalo doping che lo coinvolse, dello statunitense Lance Armstrong . Il 23 agosto 2005, una inchiesta del giornale sportivo L'Équipe, accompagnata dall'analisi di un campione di urina, ha dimostrato che Lance Armstrong risultò positivo all'eritropoietina (EPO) durante il Tour del 1999.
Il 22 ottobre 2012 l'UCI riconobbe la sanzione imposta dall'USADA a Lance Armstrong, accusato di aver utilizzato sostanze dopanti durante la sua permanenza alla US Postal Service, e confermò di fatto la cancellazione delle sue sette vittorie al Tour de France. Il 26 ottobre la stessa UCI ufficializzò la decisione di non attribuire ad altri corridori le vittorie ottenute dallo statunitense e di non modificare i piazzamenti degli altri ciclisti. Tale decisione, seppure tardiva, simboleggiò una sorta di ripudio da parte del Tour a quel difficile periodo. Un altro ciclista coinvolto nell'inchiesta della USADA fu il passista-cronoman statunitense Levi Leipheimer, il quale confessò di aver fatto uso di sostanze dopanti nel corso del Tour 2004. Al ciclista statunitense venne quindi revocato il nono posto in classifica generale.
Lance Armstrong aveva a lungo negato il sistematico utilizzo di pratiche dopanti nei suoi team; ma poi, messo con le spalle al muro anche dalle confessioni (spontanee presso la Usada, in interviste agli organi di stampa o in autobiografie) di alcuni dei suoi vecchi compagni di squadra, soltanto il 17 gennaio 2013, durante un'intervista con Oprah Winfrey, egli ammise per la prima volta di aver alterato illegalmente le proprie prestazioni sportive, sia durante il periodo in cui vinse i suoi sette Tour de France, sia durante il periodo precedente al cancro.
Al secondo posto della graduatoria generale del Tour de France 2004 si classificò il passista-cronoman tedesco Andreas Klöden (per la prima volta sul podio ai Campi Elisi). Terzo della classifica generale si piazzò il passista-scalatore italiano Ivan Basso (anch'egli al primo podio conseguito al termine della Grande Boucle). Alla sua settima partecipazione al Tour de France, e dopo un trionfo nel 1997 e ben cinque secondi posti, il passista-cronoman tedesco Jan Ullrich, nell'occasione compagno di team di Andreas Kloden, fallì per la prima volta l'obiettivo del podio, in ogni caso sfiorandolo (concluse, infatti, al quarto posto della classifica generale).
Il francese Richard Virenque conquistò per la settima volta la maglia a pois di miglior scalatore, record. La maglia verde della classifica a punti fu appannaggio dell'australiano Robbie McEwen, mentre quella bianca di miglior giovane andò al russo Vladimir Karpec, tredicesimo nella generale.

## Tappe
| Tappa  | Data      | Percorso                                            | km    | Vincitore di tappa                | Leader cl. generale |
| ------ | --------- | --------------------------------------------------- | ----- | --------------------------------- | ------------------- |
| prol.  | 3 luglio  | Liegi (BEL) (cron. individuale)                     | 6     | Fabian Cancellara                 | Fabian Cancellara   |
| 1ª     | 4 luglio  | Liegi (BEL) > Charleroi (BEL)                       | 195   | Jaan Kirsipuu                     | Fabian Cancellara   |
| 2ª     | 5 luglio  | Charleroi (BEL) > Namur (BEL)                       | 195   | Robbie McEwen                     | Thor Hushovd        |
| 3ª     | 6 luglio  | Waterloo (BEL) > Wasquehal                          | 195   | Jean-Patrick Nazon                | Robbie McEwen       |
| 4ª     | 7 luglio  | Cambrai > Arras (cron. a squadre)                   | 65    | US Postal Service p/b Berry Floor | Lance Armstrong     |
| 5ª     | 8 luglio  | Amiens > Chartres                                   | 195   | Stuart O'Grady                    | Thomas Voeckler     |
| 6ª     | 9 luglio  | Bonneval > Angers                                   | 190   | Tom Boonen                        | Thomas Voeckler     |
| 7ª     | 10 luglio | Châteaubriant > Saint-Brieuc                        | 208   | Filippo Pozzato                   | Thomas Voeckler     |
| 8ª     | 11 luglio | Lamballe > Quimper                                  | 172   | Thor Hushovd                      | Thomas Voeckler     |
|        | 12 luglio | giorno di riposo                                    |       |                                   |                     |
| 9ª     | 13 luglio | Saint-Léonard-de-Noblat > Guéret                    | 160   | Robbie McEwen                     | Thomas Voeckler     |
| 10ª    | 14 luglio | Limoges > Saint-Flour                               | 237   | Richard Virenque                  | Thomas Voeckler     |
| 11ª    | 15 luglio | Saint-Flour > Figeac                                | 164   | David Moncoutié                   | Thomas Voeckler     |
| 12ª    | 16 luglio | Castelsarrasin > La Mongie                          | 199   | Ivan Basso                        | Thomas Voeckler     |
| 13ª    | 17 luglio | Lannemezan > Plateau de Beille                      | 217   | Lance Armstrong                   | Thomas Voeckler     |
| 14ª    | 18 luglio | Carcassonne > Nîmes                                 | 200   | Aitor González                    | Thomas Voeckler     |
|        | 19 luglio | giorno di riposo                                    |       |                                   |                     |
| 15ª    | 20 luglio | Valréas > Villard-de-Lans                           | 179   | Lance Armstrong                   | Lance Armstrong     |
| 16ª    | 21 luglio | Le Bourg-d'Oisans > Alpe d'Huez (cron. individuale) | 15    | Lance Armstrong                   | Lance Armstrong     |
| 17ª    | 22 luglio | Le Bourg-d'Oisans > Le Grand-Bornand                | 212   | Lance Armstrong                   | Lance Armstrong     |
| 18ª    | 23 luglio | Annemasse > Lons-le-Saunier                         | 166   | Juan Miguel Mercado               | Lance Armstrong     |
| 19ª    | 24 luglio | Besançon > Besançon (cron. individuale)             | 60    | Lance Armstrong                   | Lance Armstrong     |
| 20ª    | 25 luglio | Montereau-Fault-Yonne > Parigi                      | 165   | Tom Boonen                        | Lance Armstrong     |
| Totale | Totale    | Totale                                              | 3 429 |                                   |                     |

## Squadre e corridori partecipanti
| N.      | Cod. | Squadra                           |
| ------- | ---- | --------------------------------- |
| 1-9     | USP  | US Postal Service p/b Berry Floor |
| 11-19   | TMO  | T-Mobile Team                     |
| 21-29   | PHO  | Phonak Hearing Systems            |
| 31-39   | EUS  | Euskaltel-Euskadi                 |
| 41-49   | FAS  | Fassa Bortolo                     |
| 51-59   | C.A  | Crédit Agricole                   |
| 61-69   | CSC  | Team CSC                          |
| 71-79   | IBB  | Illes Balears-Banesto             |
| 81-89   | GST  | Gerolsteiner                      |
| 91-99   | COF  | Cofidis, le Crédit par Téléphone  |
| 101-109 | QSD  | Quick Step-Davitamon              |

| N.      | Cod. | Squadra                |
| ------- | ---- | ---------------------- |
| 111-119 | LST  | Liberty Seguros-Würth  |
| 121-129 | BLB  | Brioches La Boulangère |
| 131-139 | ALB  | Alessio-Bianchi        |
| 141-149 | A2R  | AG2R Prévoyance        |
| 151-159 | RAB  | Rabobank               |
| 161-169 | FDJ  | fdjeux.com             |
| 171-179 | SAE  | Saeco                  |
| 181-189 | LOT  | Lotto-Domo             |
| 191-199 | DVE  | Domina Vacanze         |
| 201-209 | RAG  | RAGT Semences-MG Rover |

Al Tour de France 2004 parteciparono 189 corridori. Di questi 147 arrivarono al traguardo finale di Parigi; dopo le esclusioni di Lance Armstrong e di Levi Leipheimer i corridori effettivamente classificati sono diventati 145. Le squadre partecipanti erano 6 francesi, 4 italiane, 3 spagnole, 2 belghe, 2 tedesche, 1 olandese, 1 danese, 1 svizzera, 1 statunitense. I corridori partecipanti erano 40 francesi, 32 spagnoli, 30 italiani, 15 tedeschi, 9 australiani, 8 olandesi, 8 belgi, 7 statunitensi, 6 russi, 5 austriaci, 5 svizzeri, 4 danesi, 3 svedesi, 2 estoni, 2 norvegesi, 2 cechi 1 lituano, 1 neozelandese, 1 kazako, 1 irlandese, 1 ucraino, 1 lussemburghese, 1 sloveno, 1 venezuelano, 1 polacco, 1 colombiano, 1 portoghese.

## Resoconto degli eventi
Dopodiché, dal 2005 al 2012, si succedettero nella maniera sopra citata le decisioni che corressero la classifica di questa edizione del Tour de France.

## Dettagli tappa per tappa

### Prologo
- 3 luglio: Liegi (Belgio) – Cronometro individuale – 6 km

Risultati
| Pos. | Corridore           | Squadra   | Tempo |
| ---- | ------------------- | --------- | ----- |
| 1    | Fabian Cancellara   | Fassa     | 6'50" |
| SQ   | Lance Armstrong     | US Postal | a 2"  |
| 3    | José Iván Gutiérrez | Banesto   | a 8"  |

| Pos. | Corridore           | Squadra   | Tempo |
| ---- | ------------------- | --------- | ----- |
| 1    | Fabian Cancellara   | Fassa     | 6'50" |
| SQ   | Lance Armstrong     | US Postal | a 2"  |
| 3    | José Iván Gutiérrez | Banesto   | a 8"  |

### 1ª tappa
- 4 luglio: Liegi (Belgio) > Charleroi (Belgio) – 195 km

Risultati
| Pos. | Corridore     | Squadra     | Tempo    |
| ---- | ------------- | ----------- | -------- |
| 1    | Jaan Kirsipuu | AG2R        | 4h40'29" |
| 2    | Robbie McEwen | Lotto       | s.t.     |
| 3    | Thor Hushovd  | Crédit Agr. | s.t.     |

| Pos. | Corridore         | Squadra     | Tempo    |
| ---- | ----------------- | ----------- | -------- |
| 1    | Fabian Cancellara | Fassa       | 4h47'11" |
| 2    | Thor Hushovd      | Crédit Agr. | a 4"     |
| SQ   | Lance Armstrong   | US Postal   | a 10"    |

### 2ª tappa
- 5 luglio: Charleroi (Belgio) > Namur (Belgio) – 195 km

Risultati
| Pos. | Corridore          | Squadra     | Tempo    |
| ---- | ------------------ | ----------- | -------- |
| 1    | Robbie McEwen      | Lotto       | 4h18'39" |
| 2    | Thor Hushovd       | Crédit Agr. | s.t.     |
| 3    | Jean-Patrick Nazon | AG2R        | s.t.     |

| Pos. | Corridore         | Squadra     | Tempo    |
| ---- | ----------------- | ----------- | -------- |
| 1    | Thor Hushovd      | Crédit Agr. | 9h05'42" |
| 2    | Fabian Cancellara | Fassa       | a 8"     |
| 3    | Robbie McEwen     | Lotto       | a 17"    |

### 3ª tappa
- 6 luglio: Waterloo (Belgio) > Wasquehal – 195 km

Risultati
| Pos. | Corridore          | Squadra  | Tempo    |
| ---- | ------------------ | -------- | -------- |
| 1    | Jean-Patrick Nazon | AG2R     | 4h36'46" |
| 2    | Erik Zabel         | T-Mobile | s.t.     |
| 3    | Robbie McEwen      | Lotto    | s.t.     |

| Pos. | Corridore         | Squadra | Tempo     |
| ---- | ----------------- | ------- | --------- |
| 1    | Robbie McEwen     | Lotto   | 13h42'34" |
| 2    | Fabian Cancellara | Fassa   | a 1"      |
| 3    | Jens Voigt        | CSC     | a 9"      |

### 4ª tappa
- 7 luglio: Cambrai > Arras – Cronometro a squadre – 65 km

Risultati
| Pos. | Squadra                | Tempo    |
| ---- | ---------------------- | -------- |
| 1    | US Postal Service      | 1h12'03" |
| 2    | Phonak Hearing Systems | a 1'07"  |
| 3    | Illes Balears-Banesto  | a 1'15"  |

| Pos. | Corridore       | Squadra   | Tempo     |
| ---- | --------------- | --------- | --------- |
| SQ   | Lance Armstrong | US Postal | 14h54'53" |
| 2    | George Hincapie | US Postal | a 10"     |
| 3    | Floyd Landis    | US Postal | a 16"     |

### 5ª tappa
- 8 luglio: Amiens > Chartres – 195 km

Risultati
| Pos. | Corridore      | Squadra | Tempo    |
| ---- | -------------- | ------- | -------- |
| 1    | Stuart O'Grady | Cofidis | 5h05'58" |
| 2    | Jakob Piil     | CSC     | s.t.     |
| 3    | Sandy Casar    | Fdjeux  | s.t.     |

| Pos. | Corridore       | Squadra    | Tempo     |
| ---- | --------------- | ---------- | --------- |
| 1    | Thomas Voeckler | Boulangère | 20h03'49" |
| 2    | Stuart O'Grady  | Cofidis    | a 3'13"   |
| 3    | Sandy Casar     | Fdjeux     | a 4'06"   |

### 6ª tappa
- 9 luglio: Bonneval > Angers – 190 km

Risultati
| Pos. | Corridore      | Squadra    | Tempo    |
| ---- | -------------- | ---------- | -------- |
| 1    | Tom Boonen     | Quick Step | 4h33'41" |
| 2    | Stuart O'Grady | Cofidis    | s.t.     |
| 3    | Erik Zabel     | T-Mobile   | s.t.     |

| Pos. | Corridore       | Squadra    | Tempo     |
| ---- | --------------- | ---------- | --------- |
| 1    | Thomas Voeckler | Boulangère | 24h37'30" |
| 2    | Stuart O'Grady  | Cofidis    | a 3'01"   |
| 3    | Sandy Casar     | Fdjeux     | a 4'06"   |

### 7ª tappa
- 10 luglio: Châteaubriant > Saint-Brieuc – 208 km

Risultati
| Pos. | Corridore         | Squadra   | Tempo    |
| ---- | ----------------- | --------- | -------- |
| 1    | Filippo Pozzato   | Fassa     | 4h31'34" |
| 2    | Iker Flores       | Euskaltel | s.t.     |
| 3    | Francisco Mancebo | Banesto   | s.t.     |

| Pos. | Corridore       | Squadra    | Tempo     |
| ---- | --------------- | ---------- | --------- |
| 1    | Thomas Voeckler | Boulangère | 29h09'14" |
| 2    | Stuart O'Grady  | Cofidis    | a 3'01"   |
| 3    | Sandy Casar     | Fdjeux     | a 4'06"   |

### 8ª tappa
- 11 luglio: Lamballe > Quimper – 172 km

Risultati
| Pos. | Corridore    | Squadra     | Tempo    |
| ---- | ------------ | ----------- | -------- |
| 1    | Thor Hushovd | Crédit Agr. | 3h54'22" |
| 2    | Kim Kirchen  | Fassa       | s.t.     |
| 3    | Erik Zabel   | T-Mobile    | s.t.     |

| Pos. | Corridore       | Squadra    | Tempo     |
| ---- | --------------- | ---------- | --------- |
| 1    | Thomas Voeckler | Boulangère | 33h03'36" |
| 2    | Stuart O'Grady  | Cofidis    | a 3'01"   |
| 3    | Sandy Casar     | Fdjeux     | a 4'06"   |

### 9ª tappa
- 13 luglio: Saint-Léonard-de-Noblat > Guéret – 160 km

Risultati
| Pos. | Corridore      | Squadra     | Tempo    |
| ---- | -------------- | ----------- | -------- |
| 1    | Robbie McEwen  | Lotto       | 3h32'55" |
| 2    | Thor Hushovd   | Crédit Agr. | s.t.     |
| 3    | Stuart O'Grady | Cofidis     | s.t.     |

| Pos. | Corridore       | Squadra    | Tempo     |
| ---- | --------------- | ---------- | --------- |
| 1    | Thomas Voeckler | Boulangère | 36h36'31" |
| 2    | Stuart O'Grady  | Cofidis    | a 2'53"   |
| 3    | Sandy Casar     | Fdjeux     | a 4'06"   |

### 10ª tappa
- 14 luglio: Limoges > Saint-Flour – 237 km

Risultati
| Pos. | Corridore        | Squadra    | Tempo    |
| ---- | ---------------- | ---------- | -------- |
| 1    | Richard Virenque | Quick Step | 6h00'24" |
| 2    | Andreas Klöden   | T-Mobile   | a 5'19"  |
| 3    | Erik Zabel       | T-Mobile   | s.t.     |

| Pos. | Corridore       | Squadra    | Tempo     |
| ---- | --------------- | ---------- | --------- |
| 1    | Thomas Voeckler | Boulangère | 42h42'14" |
| 2    | Stuart O'Grady  | Cofidis    | a 3'00"   |
| 3    | Sandy Casar     | Fdjeux     | a 4'13"   |

### 11ª tappa
- 15 luglio: Saint-Flour > Figeac – 164 km

Risultati
| Pos. | Corridore           | Squadra   | Tempo    |
| ---- | ------------------- | --------- | -------- |
| 1    | David Moncoutié     | Cofidis   | 3h54'58" |
| 2    | Juan Antonio Flecha | Fassa     | a 2'15"  |
| 3    | Egoi Martínez       | Euskaltel | a 2'17"  |

| Pos. | Corridore       | Squadra    | Tempo     |
| ---- | --------------- | ---------- | --------- |
| 1    | Thomas Voeckler | Boulangère | 46h43'10" |
| 2    | Stuart O'Grady  | Cofidis    | a 3'00"   |
| 3    | Sandy Casar     | Fdjeux     | a 4'13"   |

### 12ª tappa
- 16 luglio: Castelsarrasin > La Mongie – 199 km

Risultati
| Pos. | Corridore       | Squadra   | Tempo    |
| ---- | --------------- | --------- | -------- |
| 1    | Ivan Basso      | CSC       | 5h03'58" |
| SQ   | Lance Armstrong | US Postal | s.t.     |
| 3    | Andreas Klöden  | T-Mobile  | a 20"    |

| Pos. | Corridore       | Squadra    | Tempo     |
| ---- | --------------- | ---------- | --------- |
| 1    | Thomas Voeckler | Boulangère | 51h51'07" |
| SQ   | Lance Armstrong | US Postal  | a 5'24"   |
| 3    | Sandy Casar     | Fdjeux     | a 5'50"   |

### 13ª tappa
- 17 luglio: Lannemezan > Plateau de Beille – 217 km

Risultati
| Pos. | Corridore       | Squadra      | Tempo    |
| ---- | --------------- | ------------ | -------- |
| SQ   | Lance Armstrong | US Postal    | 6h04'38" |
| 2    | Ivan Basso      | CSC          | s.t.     |
| 3    | Georg Totschnig | Gerolsteiner | a 1'05"  |

| Pos. | Corridore       | Squadra    | Tempo     |
| ---- | --------------- | ---------- | --------- |
| 1    | Thomas Voeckler | Boulangère | 58h00'27" |
| SQ   | Lance Armstrong | US Postal  | a 22"     |
| 3    | Ivan Basso      | CSC        | a 1'39"   |

### 14ª tappa
- 18 luglio: Carcassonne > Nîmes – 200 km

Risultati
| Pos. | Corridore         | Squadra | Tempo    |
| ---- | ----------------- | ------- | -------- |
| 1    | Aitor González    | Fassa   | 4h18'32" |
| 2    | Nicolas Jalabert  | Phonak  | a 25"    |
| 3    | Christophe Mengin | Fdjeux  | s.t.     |

| Pos. | Corridore       | Squadra    | Tempo     |
| ---- | --------------- | ---------- | --------- |
| 1    | Thomas Voeckler | Boulangère | 62h33'11" |
| SQ   | Lance Armstrong | US Postal  | a 22"     |
| 3    | Ivan Basso      | CSC        | a 1'39"   |

### 15ª tappa
- 20 luglio: Valréas > Villard-de-Lans – 179 km

Risultati
| Pos. | Corridore       | Squadra   | Tempo    |
| ---- | --------------- | --------- | -------- |
| SQ   | Lance Armstrong | US Postal | 4h40'30" |
| 2    | Ivan Basso      | CSC       | s.t.     |
| 3    | Jan Ullrich     | T-Mobile  | a 3"     |

| Pos. | Corridore       | Squadra   | Tempo     |
| ---- | --------------- | --------- | --------- |
| SQ   | Lance Armstrong | US Postal | 67h13'43" |
| 2    | Ivan Basso      | CSC       | a 1'25"   |
| 3    | Andreas Klöden  | T-Mobile  | a 3'22"   |

### 16ª tappa
- 21 luglio: Bourg-d'Oisans > Alpe d'Huez – Cronometro individuale – 15 km

Risultati
| Pos. | Corridore       | Squadra   | Tempo   |
| ---- | --------------- | --------- | ------- |
| SQ   | Lance Armstrong | US Postal | 39'41"  |
| 2    | Jan Ullrich     | T-Mobile  | a 1'01" |
| 3    | Andreas Klöden  | T-Mobile  | a 1'41" |

| Pos. | Corridore       | Squadra   | Tempo     |
| ---- | --------------- | --------- | --------- |
| SQ   | Lance Armstrong | US Postal | 67h53'24" |
| 2    | Ivan Basso      | CSC       | a 3'48"   |
| 3    | Andreas Klöden  | T-Mobile  | a 5'03"   |

### 17ª tappa
- 22 luglio: Bourg-d'Oisans > Le Grand-Bornand – 212 km

Risultati
| Pos. | Corridore       | Squadra   | Tempo    |
| ---- | --------------- | --------- | -------- |
| SQ   | Lance Armstrong | US Postal | 6h11'52" |
| 2    | Andreas Klöden  | T-Mobile  | s.t.     |
| 3    | Jan Ullrich     | T-Mobile  | a 1"     |

| Pos. | Corridore       | Squadra   | Tempo     |
| ---- | --------------- | --------- | --------- |
| SQ   | Lance Armstrong | US Postal | 74h04'56" |
| 2    | Ivan Basso      | CSC       | a 4'09"   |
| 3    | Andreas Klöden  | T-Mobile  | a 5'11"   |

### 18ª tappa
- 22 luglio: Annemasse > Lons-le-Saunier – 166 km

Risultati
| Pos. | Corridore           | Squadra    | Tempo    |
| ---- | ------------------- | ---------- | -------- |
| 1    | Juan Miguel Mercado | Quick Step | 6h11'52" |
| 2    | José Vicente García | Banesto    | s.t.     |
| 3    | Dmitrij Fofonov     | Cofidis    | a 11"    |

| Pos. | Corridore       | Squadra   | Tempo     |
| ---- | --------------- | --------- | --------- |
| SQ   | Lance Armstrong | US Postal | 78h20'28" |
| 2    | Ivan Basso      | CSC       | a 4'09"   |
| 3    | Andreas Klöden  | T-Mobile  | a 5'11"   |

### 19ª tappa
- 23 luglio: Besançon > Besançon – Cronometro individuale – 60 km

Risultati
| Pos. | Corridore       | Squadra   | Tempo    |
| ---- | --------------- | --------- | -------- |
| SQ   | Lance Armstrong | US Postal | 1h06'49" |
| 2    | Jan Ullrich     | T-Mobile  | a 1'01"  |
| 3    | Andreas Klöden  | T-Mobile  | a 1'27"  |

| Pos. | Corridore       | Squadra   | Tempo     |
| ---- | --------------- | --------- | --------- |
| SQ   | Lance Armstrong | US Postal | 79h27'17" |
| 2    | Andreas Klöden  | T-Mobile  | a 6'38"   |
| 3    | Ivan Basso      | CSC       | a 6'59"   |

### 20ª tappa
- 24 luglio: Montereau-Fault-Yonne > Parigi/Champs-Élysées – 165 km

Risultati
| Pos. | Corridore          | Squadra      | Tempo    |
| ---- | ------------------ | ------------ | -------- |
| 1    | Tom Boonen         | Quick Step   | 4h08'26" |
| 2    | Jean-Patrick Nazon | AG2R         | s.t.     |
| 3    | Danilo Hondo       | Gerolsteiner | s.t.     |

| Pos. | Corridore       | Squadra   | Tempo     |
| ---- | --------------- | --------- | --------- |
| SQ   | Lance Armstrong | US Postal | 83h36'02" |
| 2    | Andreas Klöden  | T-Mobile  | a 6'19"   |
| 3    | Ivan Basso      | CSC       | a 6'40"   |

## Evoluzione delle classifiche
| Tappa              | Vincitore           | Classifica generale Maglia gialla | Classifica a punti Maglia verde | Classifica scalatori Maglia a pois | Classifica giovani Maglia bianca | Classifica a squadre Numero giallo |
| ------------------ | ------------------- | --------------------------------- | ------------------------------- | ---------------------------------- | -------------------------------- | ---------------------------------- |
| prol.              | Fabian Cancellara   | Fabian Cancellara                 | Fabian Cancellara               | non assegnata                      | Fabian Cancellara                | US Postal Service                  |
| 1ª                 | Jaan Kirsipuu       | Fabian Cancellara                 | Thor Hushovd                    | Paolo Bettini                      | Fabian Cancellara                | US Postal Service                  |
| 2ª                 | Robbie McEwen       | Thor Hushovd                      | Robbie McEwen                   | Paolo Bettini                      | Fabian Cancellara                | US Postal Service                  |
| 3ª                 | Jean-Patrick Nazon  | Robbie McEwen                     | Robbie McEwen                   | Paolo Bettini                      | Fabian Cancellara                | US Postal Service                  |
| 4ª                 | US Postal Service   | Lance Armstrong                   | Robbie McEwen                   | Paolo Bettini                      | Matthias Kessler                 | US Postal Service                  |
| 5ª                 | Stuart O'Grady      | Thomas Voeckler                   | Robbie McEwen                   | Paolo Bettini                      | Thomas Voeckler                  | Team CSC                           |
| 6ª                 | Tom Boonen          | Thomas Voeckler                   | Stuart O'Grady                  | Paolo Bettini                      | Thomas Voeckler                  | Team CSC                           |
| 7ª                 | Filippo Pozzato     | Thomas Voeckler                   | Stuart O'Grady                  | Paolo Bettini                      | Thomas Voeckler                  | Team CSC                           |
| 8ª                 | Thor Hushovd        | Thomas Voeckler                   | Robbie McEwen                   | Paolo Bettini                      | Thomas Voeckler                  | Team CSC                           |
| 9ª                 | Robbie McEwen       | Thomas Voeckler                   | Robbie McEwen                   | Paolo Bettini                      | Thomas Voeckler                  | Team CSC                           |
| 10ª                | Richard Virenque    | Thomas Voeckler                   | Robbie McEwen                   | Richard Virenque                   | Thomas Voeckler                  | Team CSC                           |
| 11ª                | David Moncoutié     | Thomas Voeckler                   | Robbie McEwen                   | Richard Virenque                   | Thomas Voeckler                  | Team CSC                           |
| 12ª                | Ivan Basso          | Thomas Voeckler                   | Robbie McEwen                   | Richard Virenque                   | Thomas Voeckler                  | Team CSC                           |
| 13ª                | Lance Armstrong     | Thomas Voeckler                   | Robbie McEwen                   | Richard Virenque                   | Thomas Voeckler                  | Team CSC                           |
| 14ª                | Aitor González      | Thomas Voeckler                   | Robbie McEwen                   | Richard Virenque                   | Thomas Voeckler                  | T-Mobile Team                      |
| 15ª                | Lance Armstrong     | Lance Armstrong                   | Robbie McEwen                   | Richard Virenque                   | Thomas Voeckler                  | Team CSC                           |
| 16ª                | Lance Armstrong     | Lance Armstrong                   | Robbie McEwen                   | Richard Virenque                   | Thomas Voeckler                  | T-Mobile Team                      |
| 17ª                | Lance Armstrong     | Lance Armstrong                   | Robbie McEwen                   | Richard Virenque                   | Thomas Voeckler                  | T-Mobile Team                      |
| 18ª                | Juan Miguel Mercado | Lance Armstrong                   | Robbie McEwen                   | Richard Virenque                   | Thomas Voeckler                  | T-Mobile Team                      |
| 19ª                | Lance Armstrong     | Lance Armstrong                   | Robbie McEwen                   | Richard Virenque                   | Vladimir Karpec                  | T-Mobile Team                      |
| 20ª                | Tom Boonen          | Lance Armstrong                   | Robbie McEwen                   | Richard Virenque                   | Vladimir Karpec                  | T-Mobile Team                      |
| Classifiche finali | Classifiche finali  | Lance Armstrong                   | Robbie McEwen                   | Richard Virenque                   | Vladimir Karpec                  | T-Mobile Team                      |

## Classifiche finali

### Classifica generale - Maglia gialla

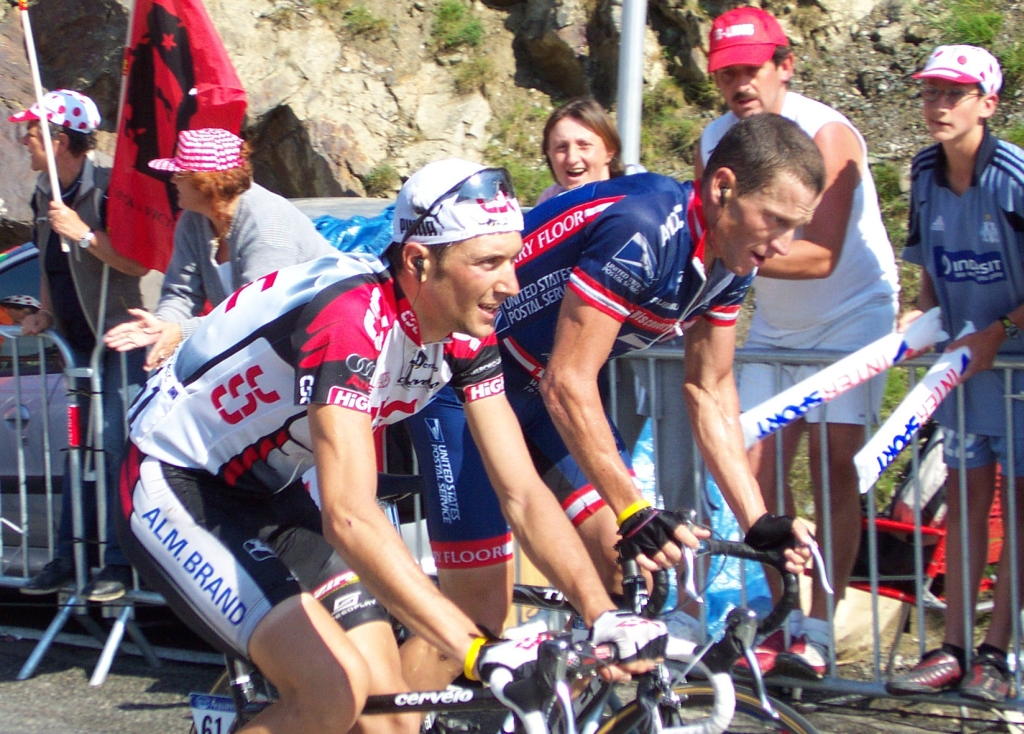
Ivan Basso e Armstrong sul Tourmalet.

| Pos. | Corridore         | Squadra       | Tempo     |
| ---- | ----------------- | ------------- | --------- |
| SQ   | Lance Armstrong   | US Postal     | 83h36'02" |
| 2    | Andreas Klöden    | T-Mobile      | a 6'19"   |
| 3    | Ivan Basso        | Team CSC      | a 6'40"   |
| 4    | Jan Ullrich       | T-Mobile      | a 8'50"   |
| 5    | José Azevedo      | US Postal     | a 14'30"  |
| 6    | Francisco Mancebo | Illes Balears | a 18'01"  |
| 7    | Georg Totschnig   | Gerolsteiner  | a 18'27"  |
| 8    | Carlos Sastre     | Team CSC      | a 19'51"  |
| SQ   | Levi Leipheimer   | Rabobank      | a 20'12"  |
| 10   | Óscar Pereiro     | Phonak        | a 22'54"  |

### Classifica a punti - Maglia verde
| Pos. | Corridore      | Squadra      | Punti |
| ---- | -------------- | ------------ | ----- |
| 1    | Robbie McEwen  | Lotto-Domo   | 272   |
| 2    | Thor Hushovd   | Crédit Agr.  | 247   |
| 3    | Erik Zabel     | T-Mobile     | 245   |
| 4    | Stuart O'Grady | Cofidis      | 234   |
| 5    | Danilo Hondo   | Gerolsteiner | 227   |

### Classifica scalatori - Maglia a pois
| Pos. | Corridore         | Squadra     | Punti |
| ---- | ----------------- | ----------- | ----- |
| 1    | Richard Virenque  | Quick Step  | 226   |
| SQ   | Lance Armstrong   | US Postal   | 172   |
| 3    | Michael Rasmussen | Rabobank    | 119   |
| 4    | Ivan Basso        | Team CSC    | 119   |
| 5    | Christophe Moreau | Crédit Agr. | 115   |

### Classifica giovani - Maglia bianca
| Pos. | Corridore       | Squadra       | Tempo     |
| ---- | --------------- | ------------- | --------- |
| 1    | Vladimir Karpec | Illes Balears | 84h01'13" |
| 2    | Sandy Casar     | Fdjeux.com    | a 3'42"   |
| 3    | Thomas Voeckler | Boulangère    | a 6'01"   |
| 4    | Michael Rogers  | Quick Step    | a 16'28"  |
| 5    | Iker Camaño     | Euskaltel     | a 22'03"  |

### Classifica a squadre - Numero giallo
| Pos. | Squadra               | Tempo      |
| ---- | --------------------- | ---------- |
| 1    | T-Mobile Team         | 248h58'43" |
| 2    | US Postal Service     | a 2'42"    |
| 3    | Team CSC              | a 10'33"   |
| 4    | Illes Balears-Banesto | a 52'26"   |
| 5    | Quick Step-Davitamon  | a 57'33"   |